# Świerzyny
Świerzyny [pronunciación en polaco: /ɕfjɛˈʐɨnɨ/] es un pueblo ubicado en el distrito administrativo de Gmina Zapolice, dentro del Condado de Zduńska Wola, Voivodato de Łódź, en Polonia central. Se encuentra aproximadamente a 3 kilómetros al este de Zapolice, a 7 kilómetros al suroeste de Zduńska Wola, y a 46 kilómetros al suroeste de la capital regional Łódź.